# Hans Ertl
Johann Baptiste Nikolaus "Hans" Ertl, född 30 januari 1909 i Wien, död 17 juli 1978 i Steyr i Österrike, var en österrikisk ishockeyspelare. Han kom på delad femte plats i olympiska vinterspelen i Sankt Moritz 1928.